# Eodorcadion potanini
Eodorcadion potanini es una especie de escarabajo longicornio perteneciente al género Eodorcadion, categorizada en la tribu Dorcadionini, de la subfamilia Lamiinae. Fue descrita por Jakovlev en 1889.
El período de actividad en los ejemplares adultos se presenta durante el mes de agosto.

## Descripción
Mide 15-24 mm de longitud.

## Distribución
Se distribuye por Asia: en China.